# ナバルエンガ
ナバルエンガ（Navaluenga）は、スペイン・カスティーリャ・イ・レオン州アビラ県のムニシピオ（基礎自治体）。

## 地理
ナバルエンガはグレドス山脈の北面とその支脈の間にあるアルベルチェ渓谷の平野部に位置する。南はグレドス山脈へと連なるシラ・デル・バジェの山々がそびえ、そこからロジャール、ガルガンティージャ、チベティレス、ライオス、カブレーラなどの渓谷が始まっている。アルベルチェ川が自治体内を西から東へと流れている。
ナバルエンガは県都アビラから40km、首都マドリードからおよそ100kmの距離にあり、アルベルチェ地区に位置する。面積は約7,400ヘクタールで、ナバルモラル、サン・フアン・デ・ラ・ナバ、エル・バラーコ、ラ・アドラーダ、ピエドララベス、ブルゴオンドの各自治体と隣接している。

### 人口
2012年1月1日時点の人口は2,152人。
| ナバルエンガの人口推移 1900－2010                       |
|                                                         |
| 出典:INE（スペイン国立統計局）1900年 - 1991年、1996年 - |

## 政治
自治体首長はカスティーリャ・イ・レオン国民党（Partido Popular de Castilla y León、PPCyL）のアルマンド・ガルシーア・クエンカ（Armando García Cuenca）で、自治体評議員は、カスティーリャ・イ・レオン国民党：7、カスティーリャ・イ・レオン社会党（Partido Socialista de Castilla y León、PSCyL）：4となっている（2011年5月22日の自治体選挙結果、得票順）。
| 1999年6月13日自治体選挙 |        |        |          |
| 政党                    | 得票数 | 得票率 | 獲得議席 |
| PP                      | 906    | 64.21% | 8        |
| PSOE                    | 421    | 29.84% | 3        |
| IU-CYL                  | 59     | 4.18%  | 0        |

| 2003年5月25日自治体選挙 |        |        |          |
| 政党                    | 得票数 | 得票率 | 獲得議席 |
| PP                      | 706    | 48.99% | 6        |
| PSOE                    | 614    | 42.61% | 5        |
| CDS                     | 62     | 4.30%  | 0        |
| IU-CYL                  | 33     | 2.29%  | 1        |

| 2007年5月27日自治体選挙 |        |        |          |
| 政党                    | 得票数 | 得票率 | 獲得議席 |
| PP                      | 897    | 56.56% | 6        |
| PSOE                    | 677    | 42.69% | 5        |

| 2011年5月22日自治体選挙 |        |        |          |
| 政党                    | 得票数 | 得票率 | 獲得議席 |
| PP                      | 916    | 64.15% | 7        |
| PSOE                    | 482    | 33.75% | 4        |

### 司法行政
ナバルエンガはアビラ司法管轄区に属す。